# Poeciloxestia sagittaria
Poeciloxestia sagittaria là một loài bọ cánh cứng trong họ Cerambycidae.